# 打来孙
打来孙（1520年—1557年），又作达赉逊、达赉孙、他赉孙、打来素，尊号库腾汗（或译库登汗），蒙古大汗，阿剌克汗博迪的长子，察哈尔部第二任统治者。

## 生平
1547年（一说1551年）打来孙继位，驻牧在左翼的察哈尔万户，原来在宣府、大同塞外（即今锡林郭勒）一带游牧。在他统治期间，右翼土默特万户的俺答汗崛起，并不把大汗看作共主，打来孙的实力也无法控制俺答，只得承认其势力。漠南蒙古左右两翼开始互相盗马仇杀，后来打来孙被迫东迁，至大兴安岭以东地区。1551年，打来孙接受俺答汗的领导，以换取了格堅汗的尊号，而他对俺答授予了索多汗的称号。其后，他把汗廷迁至靠近明朝辽东和女真人的边界，大汗的权力大大下降。之后各部虽然有时还承认大汗的地位，但很多的部落都有了自己的汗。他在残破大兴安岭南麓的泰宁卫、福余卫後，多次攻打明朝蓟州之西地区。1557年（一说1569年），打来孙死后，其子圖們（土蛮）继位。

## 子
- 圖們汗
- 威正达尔汗
- 昆都仑壮兔（大成台吉、达赍巴噶达尔罕岱青）

达赍逊玄孙博罗特为浩齐特左翼旗扎萨克额尔德尼郡王，玄孙噶尔玛色旺为浩齐特扎萨克郡王（右翼）